# Lingua xerénte
Lo xerénte (o Sherenté) è una lingua appartenente alla famiglia linguistica delle Lingue gê parlata in Brasile.

## Uso
Gli adulti parlano in lingua indigena in tutti i contesti della vita quotidiana, quando si trovano all'interno dei villaggi, ma quando dialogano con i non-indiani sono capaci di parlare fluentemente il portoghese.

## Classificazione
Lo xerénte è una delle lingue del sottogruppo delle lingue gê centrali. Viene parlato dall'etnia degli Xerénte che vive nello stato brasiliana del Tocantins.
Lo Xerente e molto simile alla  lingua xavánte, tanto che alcuni autori ritengono si tratti di due dialetti della stessa lingua, mentre altri le considerano lingue apparentate (Questa seconda ipotesi è quella prospettata, anche da Ethnologue.com che assegna alle due lingue codici ISO 639-3 differenti).